# Yuji Naka
Pour les articles homonymes, voir Naka.
Yūji Naka (中 裕司, Naka Yūji, né le 17 septembre 1965), crédité dans certains jeux sous le nom de YU2, est un ancien développeur  et producteur japonais de jeux vidéo. Il est connu pour être le co-créateur de la série Sonic the Hedgehog et a été président de Sonic Team chez Sega jusqu'à son départ en 2006.
Naka rejoint Sega en 1984 et travaille sur des jeux tels que Girl's Garden (1985) et Phantasy Star II (1989). Il est le programmeur principal des jeux originaux Sonic the Hedgehog sur Mega Drive au début des années 1990, qui permettent d'accroître considérablement la part de marché de Sega. Il développe Sonic the Hedgehog 2 (1992), Sonic the Hedgehog 3 (1994) et Sonic and Knuckles (1994) en Californie au sein du Sega Technical Institute.
Il retourne au Japon pour diriger le développement des jeux Sonic Team, notamment Nights into Dreams (1996), Burning Rangers (1998), Sonic Adventure (1998) et Phantasy Star Online (2000). Après que Sega ait quitté le marché des consoles en 2001, Naka reste directeur général et supervise la production de l'entreprise pendant les cinq années suivantes. En 2002, il reçoit un Game Developers Choice Award pour l'ensemble de sa carrière.
En 2006, il quitte Sega et fonde Prope, son propre studio de développement. Il rejoint Square Enix pour diriger le jeu de plates-formes Balan Wonderworld (2021), qui lui fait retrouver un autre co-créateur de Sonic, Naoto Ōshima. Il est retiré du projet six mois avant la sortie du jeu, et Balan n'obtient pas de bons résultats sur le plan critique et commercial. Il quitte Square Enix en avril 2021. En 2023, il est reconnu coupable de délit d'initié chez l'entreprise.

## Biographie
Alors qu'il est encore au lycée, il sait déjà qu'il veut travailler dans l'industrie des jeux vidéo. Il rentre chez Sega comme programmeur en 1984 ; son premier jeu, Girl's Garden, sort la même année. En 1991, il est à l'origine, avec Naoto Ōshima et Hirokazu Yasuhara, de Sonic the Hedgehog sur Mega Drive qui va rapidement devenir culte, au même titre que Mario. Il fut à la tête de l'équipe de développement de jeux vidéo, la Sonic Team, jusqu'au 16 mars 2006 où il quitte Sega pour fonder le studio Prope.
En janvier 2018 il rejoint officiellement Square Enix.
En juillet 2020, Square Enix annonce la création de Balan Company. Dirigé par Yuji Naka, ce nouveau studio interne à l'éditeur japonais se spécialisera aux jeux d'action. Le premier jeu Balan Wonderworld a été révélé lors du pré-show du Xbox Games Showcase, le 23 juillet 2020 et sortira en mars 2021. Il ne travaillait plus dans l'entreprise en 2021 et a déclaré qu'il envisageait de prendre sa retraite. En avril 2020, Naka a annoncé qu'il avait poursuivi Square Enix après avoir été démis de ses fonctions de producteur de Balan Wonderworld six mois avant sa sortie. Il a déclaré que Square Enix, et le développeur du jeu Arzest, "ne valorisaient pas les jeux ou les fans de jeux".

## Ludographie

### Chez Sega
- Girl's Garden (1984)
- F16 Fighting Falcon (1986)
- Spy vs. Spy (1986)
- Black Belt (1986)
- Phantasy Star (1988)
- Phantasy Star II (1989)
- Phantasy Star III: Generations of Doom (1990)
- Sonic the Hedgehog (1991)
- Sonic the Hedgehog 2 (1992)
- Sonic the Hedgehog Spinball (1993)
- Sonic the Hedgehog 3 (1994)
- Sonic and Knuckles (1994)
- Sonic 3D Blast (1996)
- Nights into Dreams (1996)
- Sonic R (1997)
- Sonic Jam (1997)
- Sonic Adventure (1998)
- ChuChu Rocket! (1999)
- Samba de Amigo (2000)
- Sonic Advance (2001)
- Sonic Adventure 2 (2001)
- Sonic Battle (2003)
- Sonic Heroes (2003)
- Sonic Pinball Party (2003)
- Billy Hatcher and the Giant Egg (2003)
- Astro Boy (2004)
- Project Rub (2004)
- Sonic Mega Collection Plus (2004)
- Sonic Gems Collection  (2005)
- Shadow the Hedgehog (2005)
- Sonic Riders (2006)

### Chez Prope
À noter que plusieurs jeux développés par Prope sont destinés à l'iPhone, et commercialisés sous les labels, « iPrope » et « aPrope ».
- Let's Catch (2008)
- Let's Tap (2008)
- Ivy the Kiwi? (2009)
- Let's Tap (2009)
- 10 Count Boxer (2009)
- Fluffy Bear (2009)
- Just Half (2010)
- PD -prope discoverer- (2011)
- Real Ski Jump HD
- Get The Time (2011)
- Past Camera (2011, application photo)
- Power of Coin (2011)
- Nine Dungeon (2011)
- Real Animals HD] (2011)
- Flick Pig (2011)
- Fishing Resort (2011)
- Real SkiJump Battle (2012)
- Ivy the Kiwi? (2012)
- Buddy Monster (2012)
- Real Whales (2013)
- Digimon Adventure (2013)
- Monster Manor (2013)
- E-Anbai Just Right] (2014)
- Samurai Santaro (2014)
- Rodea the Sky Soldier (2015)

### Chez Square Enix
- Balan Wonderworld (2021)